# Neißeaue
Neißeaue är en kommun i Landkreis Görlitz i förbundslandet Sachsen i Tyskland. Kommunen har cirka 1 700 invånare.
Kommunen ingår i förvaltningsområdet Weißer Schöps/Neiße tillsammans med kommunerna Horka, Kodersdorf och Schöpstal.